# サンタフェ (ニューメキシコ州)
サンタフェ（Santa Fe）は、アメリカ合衆国ニューメキシコ州の州都。人口は8万4612人（2018年推計）。建国より遥か前の1610年に創設された長い歴史を持つ都市で、アメリカ合衆国に現存する都市としてはフロリダ州のセントオーガスティン（1565年創設）に次いで古い。「アメリカの宝石」と呼ばれ、歴史的な街並みや建築物を残し、独特の食文化を持つ観光都市として栄えている。また、同市は芸術家が多く住み、美術品にあふれ、音楽祭や工芸祭が開かれる、芸術の町としても知られている。
市名はスペイン語で「聖なる信仰」という意味である。正式な名称は「ラ・ビヤ・レアル・デ・ラ・サンタ・フェ・デ・サン・フランシスコ・デ・アシス（La Villa Real de la Santa Fé de San Francisco de Asís）」といい、これは日本語では「アッシジのフランチェスコの聖なる信仰に忠実な王都」という意味になる。

## 歴史

### プエブロ・インディアンの時代
サンタフェ一帯には紀元前10000年頃から遊牧系の原始インディアン（Nomadic Paleo-Indian）が活動していたと考えられており、農業は5世紀頃に開始された。11世紀中頃からティワ（Tiwa）族に属するプエブロインディアン民族が定住し、15世紀には5千人規模の日干しレンガによる積層型の集落を形成していた。

### スペイン領・メキシコ領時代
1540年にヌエバ・ガリシア（現メキシコ西岸）の町コンポステーラ（Compostela）から遠征してきたフランシスコ・バスケス・デ・コロナド（Francisco Vázquez de Coronado）により北部ニューメキシコ一帯は征服された。1598年、フアン・デ・オニャーテがこの地にヌエバ・エスパーニャ副王領の新しい州サンタフェ・デ・ヌエボ・メヒコ（Santa Fe de Nuevo Mexico）を創設し、サンタフェはその首都として1607年に建設され、入植が始まった。都市を建設した第3代総督、ドン・ペドロ・デ・ペラルタ（Don Pedro de Peralta）は、この都市を「アッシジのフランチェスコの聖なる信仰に忠実な王都」という意味の、「ラ・ビリャ・レアル・デ・ラ・サンタ・フェ・デ・サン・フランシスコ・デ・アシス」（La Villa Real de la Santa Fé de San Francisco de Asís）と名付けた。1610年には総督邸が完成し、正式にヌエボ・メヒコの首都となった。
スペイン人はプエブロ・インディアンを強制的にキリスト教に改宗させたが、同時に先進の農業手法をプエブロ族にもたらし、ナバホ族やアパッチ族からの防衛を行ったため両者はうまく共存していた。しかし1670年代に飢饉が一帯を襲うとスペイン統治は弱体化し、1680年にはメディスンマンの取締りに端を発してポペに率いられたプエブロ・インディアンが武装蜂起し、プエブロの反乱を起こした。プエブロ族はサンタフェからスペイン人入植者を追い出し、10年以上に亘り部族統治を行った。プエブロの反乱は北米史で成功を収めた数少ないインディアンの反乱のひとつとして知られている。ところがサンタフェの統治権を巡ってプエブロ族内で激しい内紛が絶えず、また度重なる飢饉のためプエブロ族は次第に統治能力を失った。1692年にディエゴ・デ・バルガスに率いられたスペイン軍がサンタフェでプエブロ族の酋長たちと話し合い、この地を無血占領（Bloodless Reconquest）すると、サンタフェは1810年までヌエボ・メヒコの主都として栄え、同年に勃発したメキシコ独立戦争が1824年に終わると、サンタフェは新生メキシコの憲法によって、メキシコ領ヌエボ・メヒコの州都となった。

### ニューメキシコ州都へ

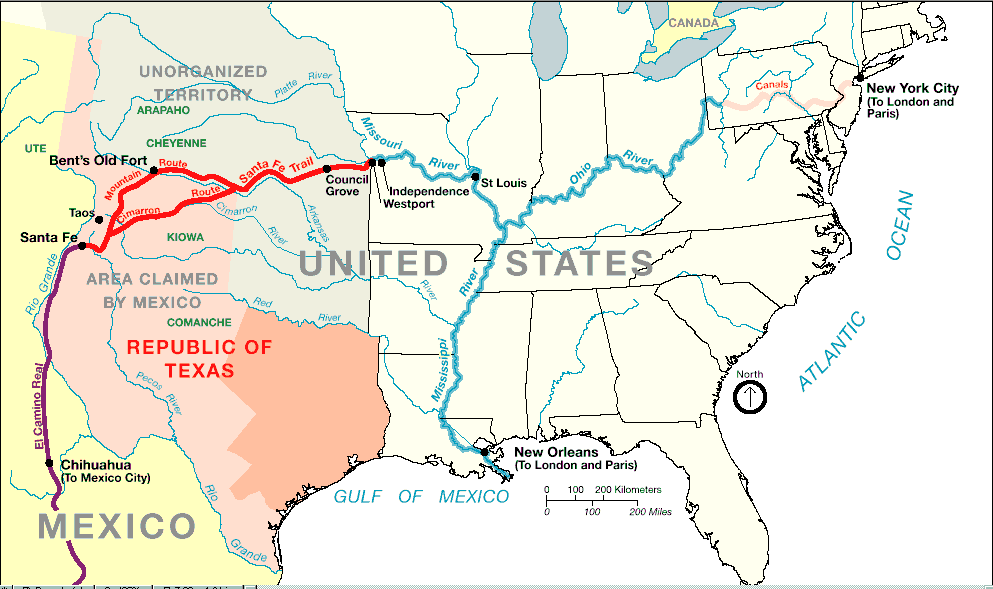
1845年のサンタフェ・トレイル(赤線）

1821年にアメリカ合衆国のウィリアム・ベックネルがサンタフェ・トレイルを開通させると、メキシコや合衆国、テキサス共和国からの人や物資がサンタフェに運ばれるようになり、平原のインディアンたちはインディアン奴隷やバッファローの毛皮など交易品をメキシコ人に売って馬と交換し、このサンタフェを起点に平原に馬を持ち込んだコマンチ族やスー族は、一大騎馬民族となっていった。また彼らのもとを脱走した馬は、野生馬ムスタングとなっていった。
1841年、テキサス共和国はサンタフェ・トレイルの支配権を確立すべく、オースティンから小軍隊と隊商を出発させた。サンタフェ出征として知られるこの遠征は準備不足が災いし、すぐにメキシコ軍に撃退された。1846年に米墨戦争が起こり、その2年後に終戦条件を定めたグアダルーペ・イダルゴ条約によりアメリカ合衆国は他のメキシコ領と共にこの一帯を正式に割譲され、これをニューメキシコ準州とした。
1851年には、ジャン・バティスト・ラミー大司教（Jean Baptiste Lamy）がサンタフェに到着し、聖フランシス大聖堂（Saint Francis Cathedral）の建設を始めた。1863年、南北戦争の最中に市は南部連合に短期間占拠されたものの、すぐにアメリカ合衆国（北軍）に奪還された。
1880年にはカンザス州アッチソン（Atchison）とサンタフェを結ぶアッチソン・トピカ・アンド・サンタフェ鉄道が開通した。鉄道の開通と電報の発明により、サンタフェとニューメキシコ準州は産業革命を迎えた。開通当初は、サンタフェは鉄道をさらに西進させるにあたって重要な拠点になる予定であった。しかし、ニューメキシコ準州内の建設が進むうちに、技術者たちはサンタフェを取り囲むサングレ・デ・クリスト山脈に鉄道を通すのは現実的ではないと判断し、市の南のラミーに駅を置き、そこを西進への拠点とした。しかし、アルバカーキまで、そしてさらに西へと鉄道が通じると、サンタフェの町は次第に寂れ、経済的な地位は低下していった。1912年、ニューメキシコ準州は連邦の47番目の州に昇格し、サンタフェはニューメキシコ州の州都となった。
サンタフェに初めて飛んだ航空機はライト兄弟の弟子であったローズ・デュガン（Rose Dugan）の操縦によるものであった。この飛行機にはプロイセンの貴族の家系の出であるヴェラ・フォン・ブルーメンタール（Vera von Blumenthal）が搭乗していた。この両名はプエブロ族の伝統的な炻器に着目し、1922年にプエブロ族の焼き物や宝飾品を展示即売するサンタフェ・インディアン・トレード・フェア（Santa Fe Indian Trade Fair）開催へとこぎつけた。両名のこうした活動により、プエブロ族の炻器は世界中に知れ渡るようになった。1926年には国道66号線が開通し、隆盛し始めた自動車交通がサンタフェを西海岸や中西部の都市と結んだ。1976年には、プエブロ・インディアンの文化交流のための「インディアン・プエブロ文化センター」が開設され、インディアン以外の観光客などにも彼らの行事が見学できるようになった。

## 地理
サンタフェは、北緯35度40分2秒 西経105度57分52秒 / 北緯35.66722度 西経105.96444度に位置し、東京都区部とほぼ同緯度である。よって日本と同様に四季がある。
アメリカ合衆国統計局によると、サンタフェ市は総面積96.9km2（37.4mi2）である。このうち96.7km2（37.3mi2）が陸地で0.2km2（0.1mi2）が水域である。総面積の0.21%が水域となっている。
サンタフェは全米の州都の中で最も高所に位置する。海抜2,000mを超え、州内のアルバカーキ（1,631m）や「マイルハイ（標高1マイル）」として知られるデンバー（1,603m）よりも高い。高所に位置する州都としては次のような例がある。
1. サンタフェ - 海抜2,130m（6,989フィート）
2. シャイアン（ワイオミング州） - 1,849m（6,067フィート）
3. デンバー（コロラド州） - 1,603m（5,260フィート）
4. カーソンシティ（ネバダ州） - 1,442m（4,730フィート）
5. ソルトレイクシティ（ユタ州） - 1,300m（4,266フィート）
6. ヘレナ（モンタナ州） - 1,247m（4,090フィート）

## 気候
内陸かつ高地の乾燥地帯にあるサンタフェは、気温の年較差と日較差がともに大きい。冬の最高気温は摂氏6度（華氏45度）ほどだが、最低気温は氷点下7度（華氏20度）まで下がる。夏の最高気温は摂氏30度（華氏86度）に達するが、最低気温は摂氏13度（華氏55度）まで下がって涼しくなる。夏の降雨量は月間25-50mmで、冬の降雪量は月間12cmほどである。年間降水量は250mmほどである。ケッペンの気候区分では、BS（ステップ気候）に属する。
| サンタフェの気候       | サンタフェの気候 | サンタフェの気候 | サンタフェの気候 | サンタフェの気候 | サンタフェの気候 | サンタフェの気候 | サンタフェの気候 | サンタフェの気候 | サンタフェの気候 | サンタフェの気候 | サンタフェの気候 | サンタフェの気候 | サンタフェの気候 |
| 月                     | 1月              | 2月              | 3月              | 4月              | 5月              | 6月              | 7月              | 8月              | 9月              | 10月             | 11月             | 12月             | 年               |
| ---------------------- | ---------------- | ---------------- | ---------------- | ---------------- | ---------------- | ---------------- | ---------------- | ---------------- | ---------------- | ---------------- | ---------------- | ---------------- | ---------------- |
| 平均最高気温 °C （°F） | 6.1 (43)         | 8.9 (48)         | 12.2 (54)        | 17.8 (64)        | 23.3 (73.9)      | 28.9 (84)        | 30.6 (87.1)      | 28.9 (84)        | 27.2 (81)        | 20.0 (68)        | 11.1 (52)        | 7.2 (45)         | 18.3 (64.9)      |
| 日平均気温 °C （°F）   | −0.6 (30.9)      | 1.7 (35.1)       | 4.4 (39.9)       | 9.4 (48.9)       | 15.0 (59)        | 20.0 (68)        | 22.2 (72)        | 21.1 (70)        | 18.3 (64.9)      | 11.7 (53.1)      | 3.3 (37.9)       | 0.0 (32)         | 10.6 (51.1)      |
| 平均最低気温 °C （°F） | −7.2 (19)        | −5.6 (21.9)      | −3.3 (26.1)      | 1.1 (34)         | 6.7 (44.1)       | 11.7 (53.1)      | 14.4 (57.9)      | 13.3 (55.9)      | 10.0 (50)        | 3.9 (39)         | −4.4 (24.1)      | −7.2 (19)        | 2.7 (36.9)       |
| 降水量 mm （inch）     | 12.7 (0.5)       | 12.7 (0.5)       | 12.7 (0.5)       | 10.1 (0.398)     | 22.9 (0.902)     | 17.8 (0.701)     | 50.8 (2)         | 58.4 (2.299)     | 15.2 (0.598)     | 15.2 (0.598)     | 7.6 (0.299)      | 7.6 (0.299)      | 248.9 (9.799)    |
| 出典：Weatherbase      |                  |                  |                  |                  |                  |                  |                  |                  |                  |                  |                  |                  |                  |

## 観光

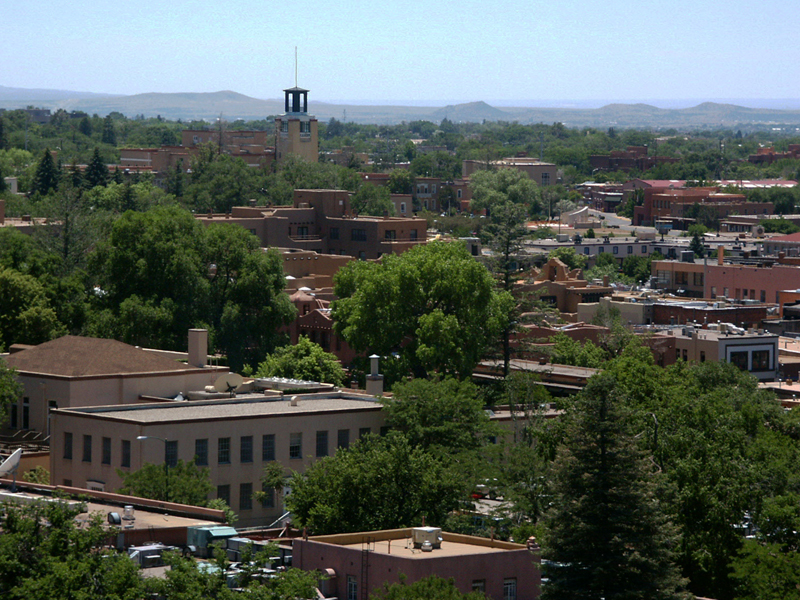
サンタフェの景観

観光は州政府に次いでサンタフェの経済を支えている重要な産業である。過ごしやすい快適な気候や、冬のスキー、夏のハイキングなど野外活動の機会に恵まれ、治安が良く、歴史・芸術・文化の豊かなサンタフェは1年を通して多くの観光客を惹きつけている。
観光の中心となっているのはダウンタウンの歴史地区、特に総督邸に隣接するプラザ（Plaza）の周辺である。この地域には人気レストランが数多く立ち並び、有名シェフの料理を目当てに訪れる観光客も多い。ダウンタウンの南4kmほど、博物館・美術館が集中するミュージアム・ヒル（Museum Hill）や、アートギャラリーが並ぶキャニオン・ロード（Canyon Road）も観光の目玉となっている地域である。
サンタフェ観光のベストシーズンは9月中旬である。この時期になると、サンタフェの東に横たわるサングレ・デ・クリスト山脈を覆うアメリカヤマナラシ（アスペン）が黄色く染まり、空が青く澄み渡る。また、毎年恒例の祭、フィエスタス・デ・サンタフェもこの時期である。1712年より続くこの祭のハイライトは、懊悩や憂いを象徴する「ゾゾブラ」（Zozobra）と呼ばれる体長約15mにも及ぶ巨大な人形を燃やすときである。
クリスマス・シーズンには街がファロリートス（Farolitos）またはルミナリア（luminaria）と呼ばれるニューメキシコ特有の紙製の灯籠で飾られ、特にキャニオン・ロードでクリスマス・イヴに催されるファロリート・ウォーク（Farolito Walk）は多くの観光客を集める。
サンタフェから日帰りで行き来できる近郊の名所としては、北へ約110kmに位置するユネスコの世界遺産にも登録されているタオス・プエブロ族の居留地、約50kmに位置する歴史的なバンデリア・ナショナル・モニュメント（Bandelier National Monument）が挙げられる。サンタフェ郊外のポホアケ・プエブロ族の保留地（Reservation）内にはバッファロー・サンダー・カジノリゾート（Buffalo Thunder Casino and Resort）がオープンし、多くの観光客を惹きつけている。冬季のスキー場としては、市の北約25kmにスキー・サンタフェ（Ski Santa Fe）があり、ダウンタウンから北東約8kmには万波（Ten Thousand Waves）という純和風の温泉スパもある。サンタフェ周辺には複数のプエブロ族の保留地がある。「コチティ族」のように、部族によっては観光客をもてなすものもあるが、「ヘメス族」のように村への立ち入りを禁止しているものもあるので、まずは「インディアン・プエブロ文化センター」への確認が必要である。

## 芸術と文化

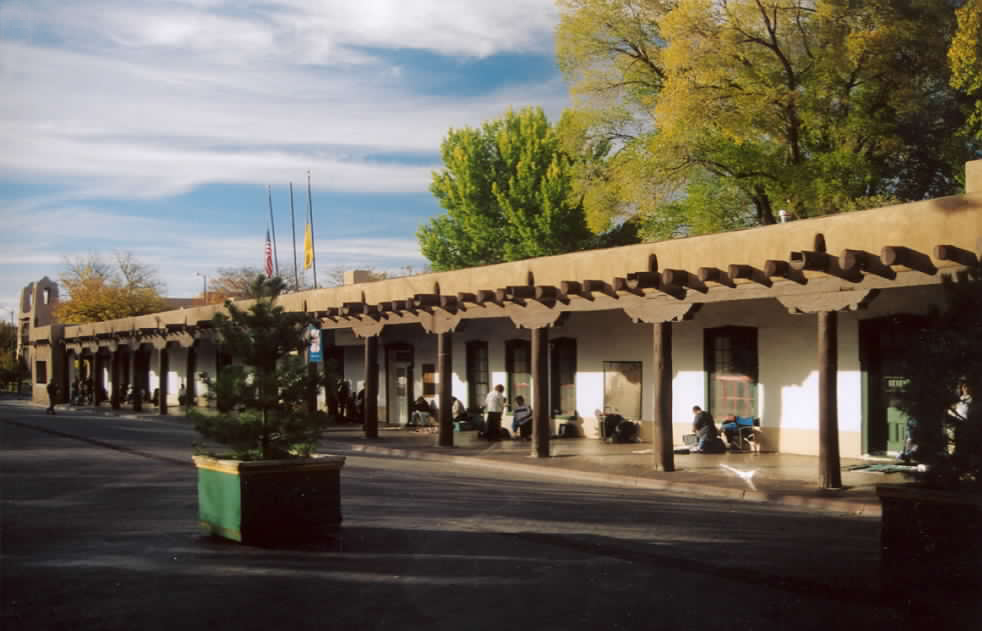
1610年に完成した総督邸。現在は博物館。

サンタフェは文化の多様性を反映した芸術の町としても知られている。市やその周辺は自然景観や動植物などの自然美に富んでいることから、ジョージア・オキーフをはじめとする多くの芸術家を惹きつけてきた。同市にはオキーフの名を冠し、彼女や協働したアーティスト、関連するテーマの作品を展示するジョージア・オキーフ美術館（Georgia O'Keeffe Museum）がある。同美術館に展示される彼女の作品群は2006年3月現在1,000点に達する。
市内には聖フランシス像をはじめ、モホーク族の聖女カテリ・テカクウィサ（Kateri Tekakwitha）など、たくさんの聖人の像がある。また、聖フランシスは動物愛護の守護聖人としても知られることから、市内の至るところにカラス・牛・象・家畜などあらゆる動物の像がある。これらの像はバロックからポストモダンに至るまで、様々な様式で造られている。
サンタフェの芸術品市場はニューヨークに次ぐ全米第2の大きさで、ギャラリーや美術商の数は230を超える。キャニオン・ロードには、1マイルに及ぶ道筋にブティックやカフェと並んでアートギャラリーが軒を連ね、アメリカ芸術界の最先端を行く街となっている。これらのギャラリーは、サンタフェ発祥の実験芸術である現代サウスウェスタン芸術に加え、タオス・マスターズ芸術、さらにはプエブロ族やナバホ族の工芸品を中心としたインディアンアートやインディアン・ジュエリー、各国の民族芸術をも展示し、取扱っている。アメリカのアーティストにとって、キャニオン・ロードのギャラリーに絵を展示されることは一つのステータスとなっている。
美術品の市場としては、7月にはサンタフェ国際アートマーケットやトラディショナル・スパニッシュ・マーケットが、8月にはサンタフェ・インディアン・マーケットなどが開催されている。
サンタフェはオペラやコンサートでも知られている。サンタフェ・オペラ（Santa Fe Opera）は1957年にジョン・クロスビーによって設立され、毎年6月末から8月末まで連日、公演を行っている。全米で最も美しいと言われるオペラ劇場に世界的に有名なオペラ歌手を招いて行われるサンタフェ・オペラの質は極めて高く、特に人気歌手の公演のチケットは入手困難となっている。ほぼ同じ時期には、サンタフェ室内楽音楽祭（Santa Fe Chamber Music Festival）も開かれる。同音楽祭の会場となっているレンジック・シアター（Lensic Theatre）は、開館当時（1931年開館）は映画館であったが、現在では演劇・音楽コンサートなどに幅広く使われており、学会や国際会議が開催されることもある。レンジック･シアターはサンタフェ交響楽団（Santa Fe Symphony Orchestra & Chorus）やアスペン・サンタフェバレエ団（Aspen Santa Fe Ballet）の本拠でもある。市内の楽団としては他にもサンタフェ・コミュニティ・オーケストラ（Santa Fe Community Orchestra）やサンタフェ聖歌隊（Santa Fe Desert Chorale）などがある。サンタフェには劇場が多く、演劇やミュージカルの上演も盛んに行われている。サンタフェ住民の芸術・文化への理解が高いこともあり、サンタフェには美術家だけでなく音楽家や小説家、舞台俳優やダンサーも多く住む。

### 都市計画と建築

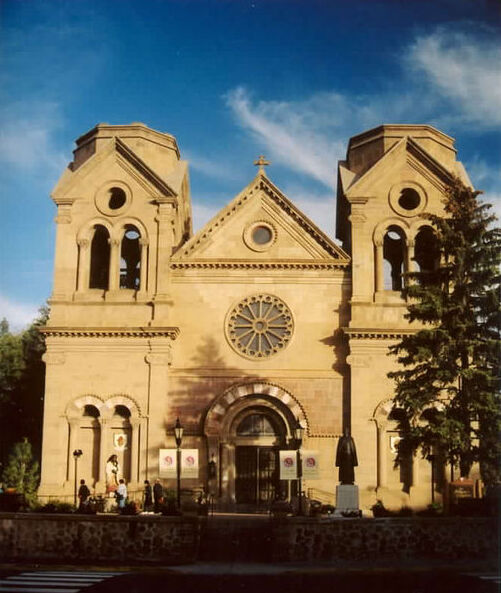
聖フランシス大聖堂

サンタフェは「インディアス法」（スペイン語：Leyes de Indias）と呼ばれる都市計画の規則のもとに建設された。この規則は1573年にスペイン国王フェリペ2世によって確立され、法制化されたものである。この規則に基づいた都市建設の原則は、プラサ（plaza - 広場）を中心として都市に必要な建物を建設していくというものである。サンタフェでは、プラサの北隣には総督邸が、東隣には後に聖フランシス大聖堂となる教会が建設された。また、もう1つの原則は、都市の通りは中心のプラサから放射状に延びるというものである。最初は狭い通りが多く、裏通りもあったが、次第に都市と周辺の農村部とをつなぐ道へと発展していった。
サンタフェは19世紀に発展を遂げていくにつれ、その時代を反映した様式で街が整備されていった。しかし、1912年にニューメキシコが州に昇格すると、計画性のない都市設計によりサンタフェが「アメリカのどこにでもある街」になってしまうのではないかという危惧が生まれた。西進する鉄道敷設がサンタフェを避けて以来続いていた経済的な衰退もあって、市は観光振興の一環として、他に見られない独自のスタイルを確立しようとした。総督邸をはじめとする歴史的な建物を修復し、リオ・グランデ川流域のプエブロ族の伝統建築にならって市内の建物の外観をアドビ風に統一した。1930年頃になると、今度は白い壁や切妻屋根といった、スペイン植民地復古様式の建物を建て始めた。こうして、サンタフェは他に見られない独特な景観を持つ街になっていった。
1958年の条例では、建物の新築・改築の際には（特に歴史地区内においては）、スペイン植民地時代の様式、またはプエブロ族の様式を踏襲するように定めた。しかし、新しい建物の多くは外観こそスペイン風の白壁やプエブロ族のアドビ風であるものの、木材やコンクリートといったよくある建築材を用い、外観に漆喰細工を施したものが多い。地元住民は、このような建物をfake adobe（にせアドビ）と呼んでいる。サンタフェのランドマークの1つにもなっているニューメキシコ州会議事堂は、植民地時代の様式と新古典主義建築の両方の影響を受けた建築物となっており、アメリカ合衆国議会議事堂を模した形であることが多い他州の州庁舎とは一線を画している。

#### 主な建築物
以下に挙げるのは、サンタフェの名所となっている主な歴史的建築物およびランドマークである。
- ニューメキシコ州会議事堂 - 内部は美術館を兼ねている。
- 聖フランシス大聖堂
- ロレット礼拝堂 (Loretto Chapel) - 1878年に建てられた[6]。
- 総督邸 - 1610年建立。1909年以降は州の歴史博物館になっている。
- 聖ミゲル伝導所 (San Miguel Mission)
- アメリカ最古の家 (The Oldest House in America)
- グアダルーペ聖堂 (Santuario de Guadalupe)

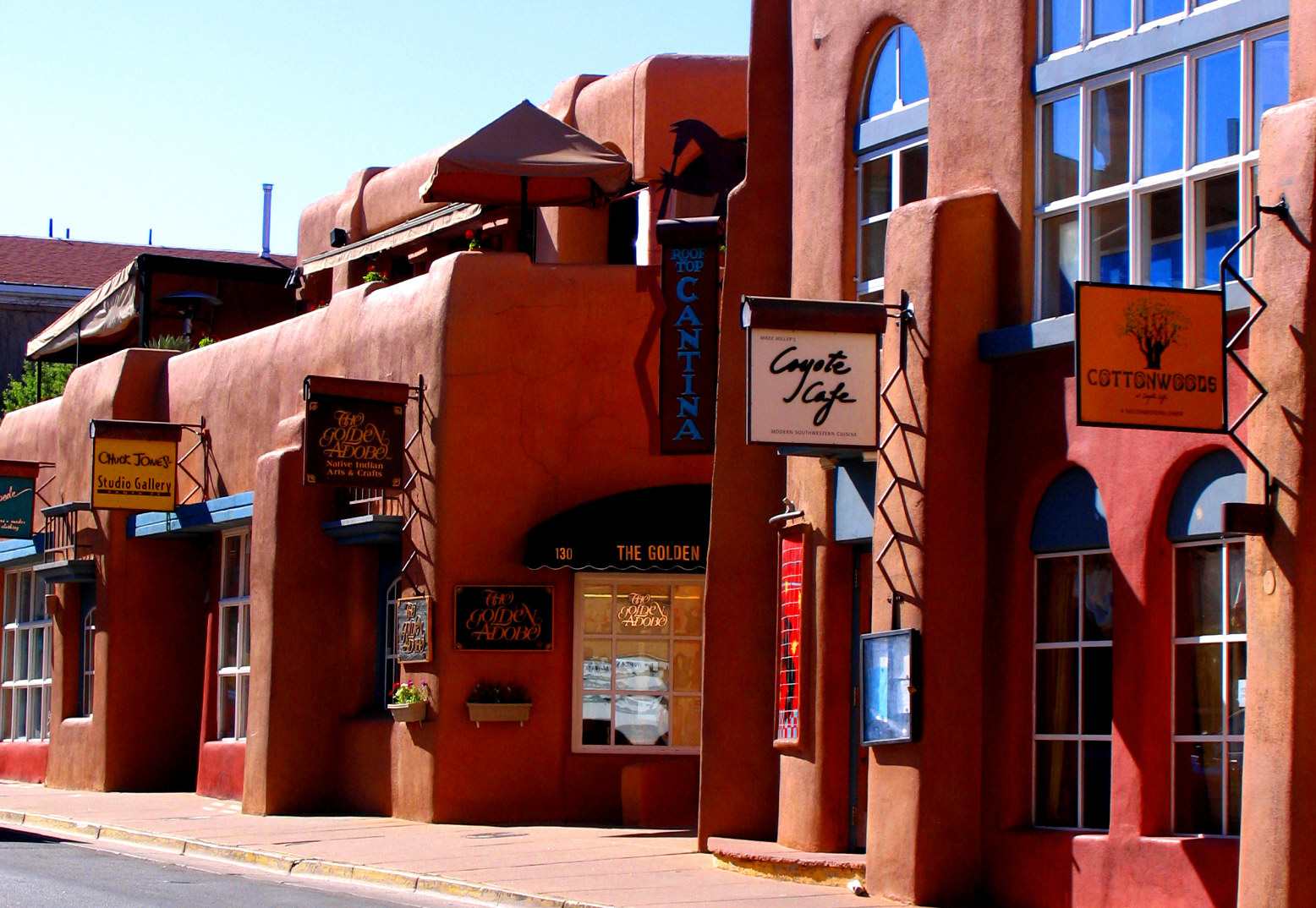
サンタフェ市内の通りに建ち並ぶアドビの商店
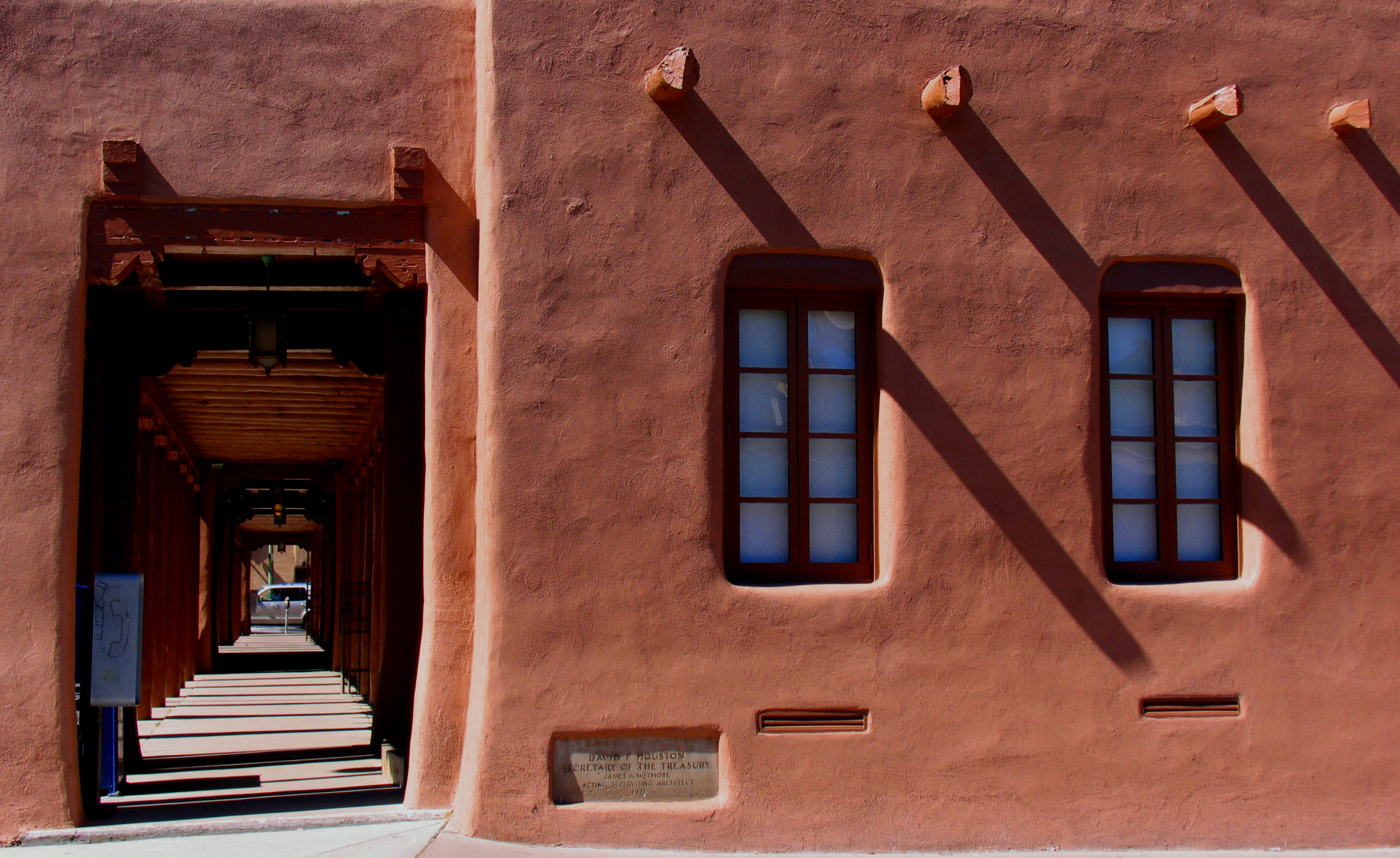
サンタフェ市内のアドビの建物と回廊
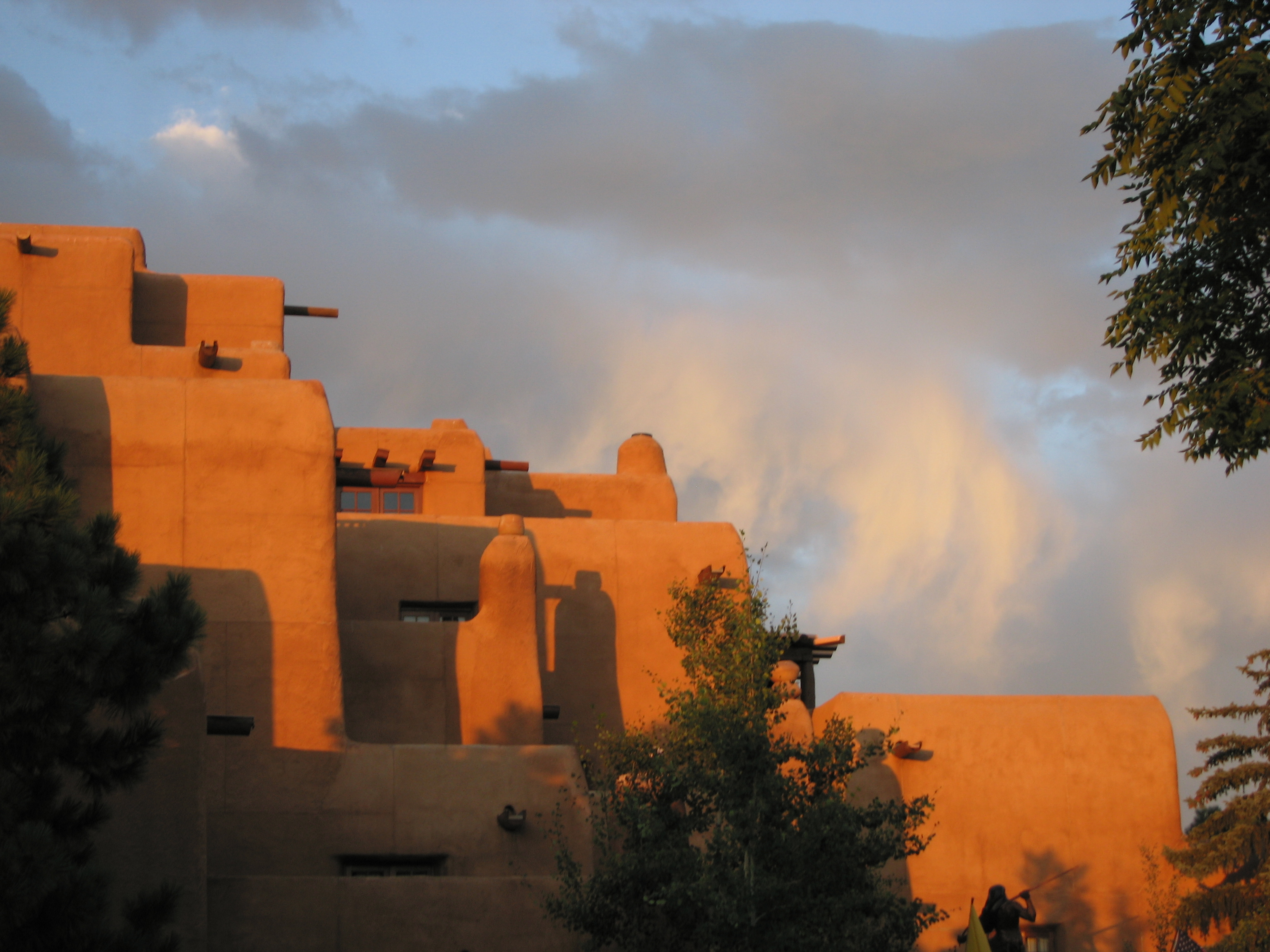
歴史地区内プラザ付近にある高級ホテル、『ホテル・イン・アンド・スパ・アット・ロレット』（Hotel Inn and Spa at Loretto）
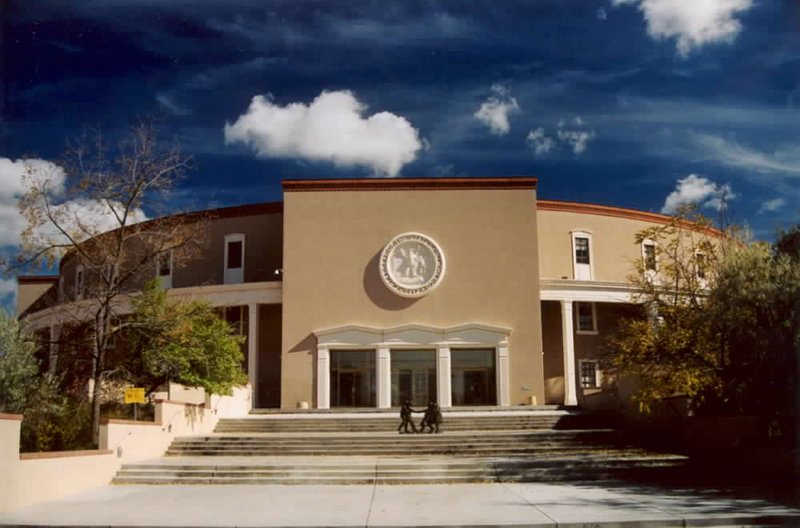
ニューメキシコ州会議事堂
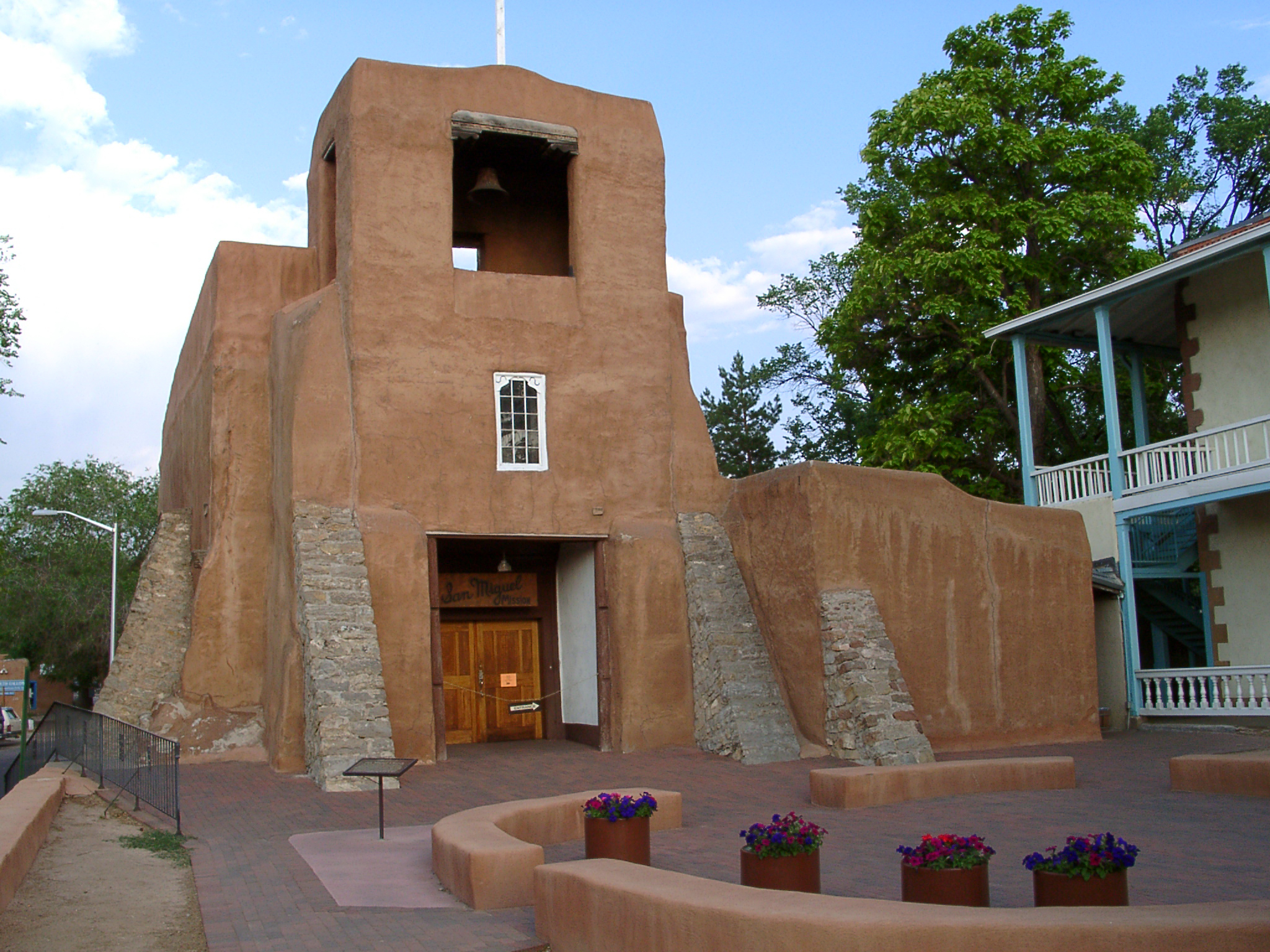
聖ミゲル伝導所の礼拝堂

### 料理

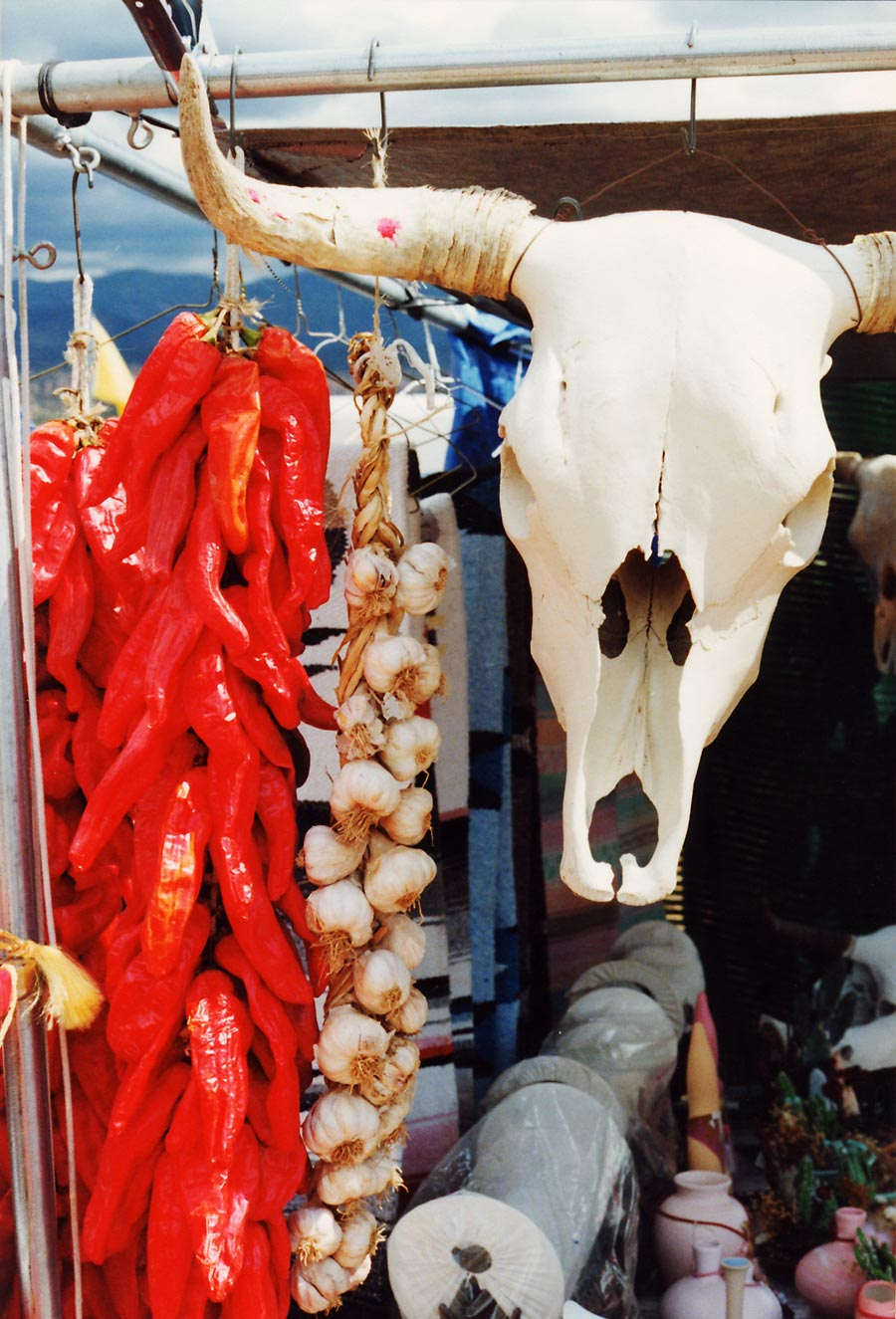
リストラ（ひもで吊るされた唐辛子）。サンタフェ近郊の市場にて

サンタフェには著名なレストランが数多く立ち並ぶ。プラザ周辺にはシェド(Shed)、トマシータズ(Tomasita's)、ピンクアドビ(Pink Adobe)など伝統的なニューメキシコ料理のレストランが多いが、世界各地の料理も楽しめる。また観光地で多文化社会のサンタフェを反映し、コンテンポラリー・グローバル・キュイジーン（Contemporary Global Cuisine）と呼ばれる、フランス料理やイタリア料理を基本としつつもニューメキシコ料理やラテンアメリカ、アジアの料理などの要素を融合させた現代的で斬新な料理のレストランも多く、レストランマーティン(Restaurant Martin)、コンパウンドレストラン(Compound Restaurant)、アナサジ（Anasazi）、ジェロニモ（Geronimo）、コヨーテカフェ（Coyote Cafe）、オールドハウス（Old House）、フエゴ（Fuego）など全米的に名前の通ったレストランも点在する。
サンタフェではニューメキシコ料理の保存と研究が盛んに行われている。唐辛子の収穫期に合わせ、毎年9月下旬に市内で開催されるサンタフェ・ワインとチリ祭（Santa Fe Wine & Chile Fiesta）では、インゲンマメと並んでニューメキシコ州の「公式野菜」とされる地元産の唐辛子に対する思い入れがうかがえる。サンタフェ周辺では、リストラ（ristra）と呼ばれる赤唐辛子の房が民家や店舗の軒先を彩っているのがよく見られる。サンタフェ料理学校（Santa Fe School of Cooking）では、市内の著名な料理人から伝統的なニューメキシコ料理をはじめ、アメリカ合衆国南西部のインディアン料理、メキシコ料理、スペイン料理および現代南西部料理の技法を学ぶことができる。

### 博物館・美術館
サンタフェの博物館・美術館群は質・量ともにニューメキシコ州内のみならず、世界的にもトップクラスであり、これらの多くはプラザ周辺およびミュージアム・ヒル地区に集中する。
- ジョージア・オキーフ美術館 - 前述。
- ニューメキシコ博物館（The Museum of New Mexico） - 外観はプエブロ族の様式を踏襲している。
- ファイン・アーツ美術館（Museum of Fine Arts） - サウスウェスタン芸術のコレクションを持つ。
- 国際民俗芸術博物館（Museum of International Folk Art） - 宝飾品から玩具に至るまで様々な工芸品を展示している。
- インディアン芸術文化博物館・人類学研究所（Museum of Indian Arts and Culture Laboratory of Anthropology） - インディアンの芸術作品や写真を展示している。
- ホイールライト・アメリカン・インディアン博物館（Wheelwright Museum of the American Indians） - インディアンの陶器を展示している。
- アメリカン・インディアン美術館（Institute of American Indian Arts Museum） - インディアンの芸術作品の中でも、政治的側面の強い作品を多く展示している。
- スペイン植民地美術館（Museum of Spanish Colonial Art） - スペイン植民地時代の芸術作品のコレクション。
- ネドラ・マテウチ美術館（Nedra Matteucci Galleries） - 19-20世紀のアメリカ美術のコレクション。
- サイト・サンタフェ（SITE Santa Fe） - 現代美術の展示や講習会を行っている。
- サンタフェ子供博物館（Santa Fe Children's Museum） - 物作りや科学体験のできる児童館。

### 教育・研究機関
多様な文化を反映し、サンタフェは芸術・演劇・音楽関連の大学が充実している。またサンタフェ市民の間で東洋医学が広く受け入れられていることもあり、鍼灸・マッサージの大学・専門学校も有名である。
- カレッジ・オブ・サンタフェ（College of Santa Fe） - 1859年創立。
- セント・ジョンズ・カレッジ（St. John's College）
- サンタフェ短期大学（Santa Fe Community College）
- サウスウェスタン・カレッジ（Southwestern College）
- アメリカン・インディアン美術学院（Institute of American Indian Arts） - インディアンアートで全米的に有名。
- サンタフェ美術学院（Santa Fe Art Institute）
- サウスウェスト鍼灸アカデミー（Southwet Acupuncture College）
- ニューメキシコ・マッサージ学院（New Mexico Accademy of Massage）
- サンタフェ研究所（Santa Fe Institute） - 複雑系の研究で有名。ロスアラモス国立研究所が母体。

## 交通
市の玄関口となっている空港は、市の南西約14kmに位置するサンタフェ市営空港（Santa Fe Municipal Airport）である。アメリカン航空がダラス・フォートワース国際空港とロサンゼルス国際空港、ユナイテッド航空がデンバー国際空港、グレートレークス航空がデンバー国際空港とクローヴィス市営空港より乗り入れている。
実際には、多くの航空会社が就航しているアルバカーキ国際空港を利用する人が多い。アルバカーキ空港には複数のレンタカー会社が隣接しており、またサンタフェ市内のホテルへは空港よりシャトルバス（Sandia Shuttle Express）が出ている。さらに、アルバカーキの近郊列車として2006年に開通したニューメキシコ・レイルランナー・エキスプレスは、2008年12月にサンタフェまで全通した。このレールランナーはアルバカーキ国際空港付近にも駅を有しており、駅から空港まではシャトルバスが運行している。
市の南を州間高速道路25号線（I-25）が走っている。I-25はロッキー山脈の東麓を南北に走る州間高速道路である。アルバカーキは南西へ約100km、車で所要1時間ほどである。また、市の南にはグレイハウンドと提携しているTNM&Oのバスターミナルもある（ダウンタウンからは5-6kmほど離れている）。
最寄のアムトラックの駅は南へ約30km離れたラミーにある。この駅にはロサンゼルスとシカゴを結ぶサウスウェスト・チーフ号が停車する。
市内の交通としては、サンタフェ・トレイルズ（Santa Fe Trails）が路線バスを運営し、ダウンタウンに9路線を走らせている。

## 人口動勢
以下は2000年国勢調査における人口統計データである。
| 基礎データ - 人口: 62,203人 - 世帯数: 27,569世帯 - 家族数: 14,969家族 - 人口密度: 643.4人/km2（1,666.1人/mi2） - 住居数: 30,533軒 - 住居密度: 315.8軒/km2（817.8軒/mi2） 人種別人口構成 - 白人: 76.30% - 黒人: 0.66% - インディアン: 2.21% - アジア人: 1.27% - 太平洋諸島系: 0.08% - その他の人種: 15.29% - 混血: 4.20% - ヒスパニック・ラテン系: 47.82% | 年齢別人口構成 - 18歳未満: 20.3% - 18-24歳: 8.9% - 25-44歳: 29.0% - 45-64歳: 28.0% - 65歳以上: 13.9% - 年齢の中央値: 40歳 - 性比（女性100人あたりの男性の人口） - 総人口: 91.7 - 18歳以上: 89.0 世帯と家族（対世帯数） - 18歳未満の子供がいる: 24.1% - 結婚・同居している夫婦: 37.6% - 未婚・離婚・死別女性が世帯主: 12.1% - 非家族世帯: 45.7% - 単身世帯: 36.4% - 65歳以上の老人1人暮らし: 10.2% - 平均構成人数 - 世帯: 2.20人 - 家族: 2.90人 |

## 友好姉妹都市
サンタフェは以下5都市と姉妹都市提携を結んでいる。
- ブハラ（ウズベキスタン）
- パラル（メキシコ）
- サンタフェ（スペイン）
- ソレント（イタリア）
- 津山市（日本・岡山県）
- オルギン（キューバ）

## 日本とのかかわり
- サンタフェは、同市名を冠した宮沢りえの写真集（篠山紀信撮影）の舞台となったことでも知られている。1991年に発売されたこのヌード写真集は150万部のベストセラーとなり、社会現象にもなった。写真集の詳細についてはSanta Feを参照のこと。
- 1999年10月30日、岡山県津山市は確認書に調印しサンタフェの友好都市となった。両市は中高生の交換ホームステイなどを行っている。
- サンタフェには日本文化の交流会であるサンタフェ人(Santa Fe JIN)があり、祭りなどのイベントを催している。

### 公式
- City of Santa Fe official site（英語版）
- Santa Fe Convention & Visitors Bureau（英語版）
- Santa Fe Chamber of Commerce（英語版）
- 津山市公式サイト（日本語版）

### メディア
- Santa Fe New Mexican Newspaper（英語版）
- Santa Fe Reporter Website（英語版）

### 歴史関連
- "Early Cities of the Americas": the  history of Santa Fe（英語版）

### 芸術・文化関連
- The Museum of New Mexico（英語版）
- High Mayhem Experimental Arts Collaborative（英語版）
- Georgia O'Keeffe Museum official site（英語版）
- Santa Fe Opera official site（英語版）
- Santa Fe Chamber Music Festival official site（英語版）
- Lensic Performing Arts Center official site（英語版）
- Santa Fe Symphony and Chorus （英語版）
- Aspen Santa Fe Ballet（英語版）
- Santa Fe Pro Musica official website（英語版）
- Santa Fe Museum's Guide（英語版）

### その他
- City-Data.com - Santa Fe, New Mexico（英語版）
- Santa Fe Travel Tourism & Relocation Directory（英語版）
- Santa Fe Tourist Site & Local Articles（英語版）
- Santa Fe Wine And Chile Fiesta (英語版)
- Ski Santa Fe（英語版）

### 地図
- Santa Fe, NM（Yahoo!Map地図）